# Улица Блюхера (Новосибирск)
Улица Блю́хера — улица левобережной части Новосибирска. Начало улицы является одним из образующих центральной площади левобережья — площади Маркса. Конец улицы вместе с улицей Немировича-Данченко и проспектом Маркса образует небольшую площадь Лыщинского, по которой идут основные транспортные потоки с Коммунального моста в левобережную часть города. Её протяжённость составляет около 2 км.

## Название
Улица названа в честь В. К. Блюхера (1889—1938) — Маршала Советского Союза, командовавшего Особой Дальневосточной армией во время конфликта на КВЖД.

## Географическое расположение
Улица Блюхера начинается в месте пересечения с улицей Титова и транспортного кольца в районе площади Маркса. Затем пересекается с улицей Ватутина, затем к ней примыкает Космическая улица. Далее, в непосредственной близости от «станции Студенческая», улица пересекается с Геодезической улицей, а затем к ней примыкает улица Котовского. Заканчивается улица в месте пересечения с проспектом Карла Маркса и улицей Немировича-Данченко, образуя площадь Лыщинского.

## Благоустройство, ремонт
- Улица входит в «График планово-предупредительного ремонта дорог на 2010 год» Мэрии г. Новосибирска[3].
- В перспективе трамваи с улицы Блюхера должны уступить место дополнительным полосам автомобильного движения[4].

## Примечательные здания и сооружения
- Жилой кирпичный трёхсекционный дом с высотой боковых секций по 12 этажей и центральной 16-этажной. Центральная секция имеет оригинальную архитектуру. Дом возведён в период с 2002 по 2007 годы. См. изображение:

## Организации, расположенные на улице Блюхера
- Университетская гостиница, комплекс общежитий НГТУ.

### Федеральные и государственные управления и органы власти
- Управление Федеральной Регистрационной Службы (УФРС) по Ленинскому и Кировскому районам г. Новосибирска.
- Отдел по борьбе с экономическими преступлениями отдела милиции УВД г. Новосибирска.

### Отделения и офисы банков
- Филиалы банков «Юниаструм банк», «Сибирского банка СБ РФ».
- Банкоматы, обменные пункты «Юниаструм банк», «Сибирского банка СБ РФ».

### Организации торговли
- Продуктовые магазины: сети «Супермаркет» и другие.
- Развлекательные центры: «Аллегро», Боулинг-центр «Аллегро».
- Рестораны, сети кафе и баров.
- Магазины бытовой техники, компьютерные салоны и магазины.
- Агентства недвижимости, юридические конторы и проч.
- Парикмахерские, студии загара.
- Химчистки, ремонтные ателье.
- Строительные компании.
- Автошколы.

### Образовательные учреждения
- Центр культуры НГТУ.
- Детский оздоровительный лагерь им. О. Кошевого.
- Детские сады: № 208, № 293, № 298, № 311, № 315 и № 322.

### Спортивные учреждения
- Спортивный комплекс НГТУ.
- Фитнес-студии и клубы и др.

### Медицинские учреждения
- Городская поликлиника № 16.
- Стоматологические клиники, центры ортодонтии.
- Сети аптек и др.

## Архитектура
Отсчёт домов по улице Блюхера ведётся от домов, стоящих на пересечении с улицей Титова.
- Участок Титова-Ватутина:
  - Участок расположен в непосредственной близости от Площади Маркса. По нечётной стороне архитектура улицы Блюхера представлена типовыми кирпичными пятиэтажными «хрущёвками» с административными помещениями на первом этаже. Внутри квартала имеются также и типовые панельные «хрущёвки», и новые современные 6-этажные кирпичные дома, а также два детских сада.
  - В этом промежутке всю чётную сторону занимает ТРК «Версаль» и многоэтажный парковочный комплекс (приписаны к другим улицам).
- Участок Ватутина-Космическая:
  - Чётная сторона улицы данного участка представляет собой пятиэтажную кирпичную застройку «хрущёвских» времен. Внутри квартала также имеются детские сады.
  - По нечётной стороне расположены как пятиэтажные хрущёвки, так и типовые 9-этажные одноподъездные жилые дома с пристройками-магазинами.

- Участок Космическая-Геодезическая:
  - На данном участке по чётной расположен комплекс зданий и сооружений НГТУ: общежития высотой от 5 до 9 этажей, спортивные и культурные учреждения, а также административные здания. На данном участке расположен один двухподъездный 9-этажный кирпичный жилой дом, возведённый также при участии НГТУ. В конце данного участка, на пересечении с улицей Геодезическая расположен современный бизнес-центр.
  - Нечётную сторону улицы занимают, в основном, кирпичные пятиэтажные «хрущёвки». Отдельными зданиями представлены новые кирпичные 9-этажные дома.

- Участок Геодезическая-Котовского:
  - На последнем участке, от улицы Геодезическая до Площади Лыщинского по чётной стороне улицы расположены пятиэтажные кирпичные «хрущёвки». Помимо жилых домов, здесь располагаются административные здания различной этажности и детские сады.
  - На нечётной стороне, до улицы Котовского расположены административные здания высотой до 3 этажей, а также жилой трёхсекционный дом высотой от 12 до 16 этажей. После улицы Котовского нечётную сторону занимает часть Горского жилмассива, из которого непосредственно приписаны к улице Блюхера четыре здания — детский сад и кирпичные здания «хрущёвских» времён постройки: общежитие высотой 4 этажа, 5-этажная гостиница, жилой 5-этажный дом.

## Транспорт

### Наземный общественный транспорт
- А: № 5, № 99
- Тр: № 8, № 15, № 18

В перспективе здесь должна появиться остановка западного направления скоростного трамвая.

### Остановки
Остановки общественного транспорта:
- А: «ул. Титова», «Магазин Телевизоры», «ул. Космическая», «ул. Геодезическая», «Горский жилмассив».
- Тр: «ул. Титова», «Магазин Телевизоры», «ул. Космическая», «Метро Студенческая».

## Интересные факты
- 2 апреля 2005 года в городе Новосибирске на строительстве 9-этажного жилого дома по улице Блюхера кран серии КБМ-401 1994 года выпуска упал на соседнюю пятиэтажную «хрущёвку», повредив перекрытия. Специалистами Госгортехнадзора происшествие было квалифицировано как инцидент. [6]